# Protichneumon similatorius
Protichneumon similatorius är en stekelart som först beskrevs av Fabricius 1798.  Protichneumon similatorius ingår i släktet Protichneumon och familjen brokparasitsteklar. Arten är reproducerande i Sverige. Inga underarter finns listade i Catalogue of Life.